# 小堀政昌
小堀 政昌（こぼり まさよし）は、江戸時代中期の近江国小室藩の世嗣。通称は金次郎。

## 略歴
小室藩7代藩主・小堀政方の次男として誕生。母は牧野康周の娘。
小室藩嫡子として生まれ、天明2年（1782年）徳川家治に拝謁する。しかし翌年、家督を相続することなく20歳で早世した。
代わって弟・政登が嫡子となった。